# 2 1/2 Minuten
2 1/2 Minuten ist ein deutscher Fernsehfilm von Rolf Schübel aus dem Jahre 1996. Für das TV-Drama rekonstruierte der Regisseur Ermittlungsergebnisse des Tathergangs, um die tatsächlichen Vorgänge sowie Lebensumstände aller Beteiligten an authentischen Orten wiederzugeben. Der Arbeitstitel des 100-minütigen Fernsehfilms hieß Tödliche Begegnung.

## Handlung
Am 16. November 1990 kommt es in einer S-Bahn in Ost-Berlin zu einem zufälligen Aufeinandertreffen zwischen sechs Deutschen und drei Türken in Begleitung von zwei deutschen Mädchen. In einem Streitgefecht kommen Waffen zum Einsatz. Die Situation eskaliert. In der nur 2 1/2 Minuten-Fahrt zwischen zwei Stationen wird schließlich eine deutsche Person tödlich verletzt. Laut Gericht wird der türkische Täter ein Jahr nach der Tat wegen Notwehr freigesprochen. Der Fernsehfilm versucht auch, das Leben von Täter und Opfer zu durchleuchten, um Gründe für das Aggressionspotential beider Parteien näher zu bringen.

## Erstaufführung
Der Film wurde erstmals am 23. Februar 1997 im ZDF ausgestrahlt.

## Auszeichnungen
- DAG-Fernsehpreis 1998 in Silber[3]